# Estació de Vilagarcía de Arousa
L'estació de Vilagarcía de Arousa és una estació de ferrocarril situada a la localitat gallega de Vilagarcía de Arousa, a la província de Pontevedra. Té serveis de mitjana distància operats per Renfe i també té funcions logístiques.
Es troba al punt quilomètric 49,7 de la línia d'ample ibèric que uneix Redondela amb Santiago de Compostel·la. Forma part també de l'eix atlàntic d'alta velocitat, situada entre les estacions d'Padrón-Barbanza i Pontevedra.

## Trens

### Mitjana Distància
| Línia | Origen/destinació               | Destinació/origen |
| ----- | ------------------------------- | ----------------- |
| 1     | A Coruña Santiago de Compostela | Vigo-Guixar       |
| 2     | A Coruña                        | Vigo-Urzáiz       |